# تايلور هنتر
تايلور هنتر (بالإنجليزية: Taylor Hunter)‏ (7 يوليو 1993 بأورورا في الولايات المتحدة - ) هو لاعب كرة قدم أمريكي في مركز الدفاع. لعب مع هيوستن دينامو ونادي كولورادو سبرينغس وRio Grande Valley FC Toros ‏.

## وصلات خارجية
- تايلور هنتر على موقع الدوري الأمريكي (الإنجليزية)
- تايلور هنتر على موقع قاعدة بيانات كرة القدم.إي يو (الإنجليزية)
- تايلور هنتر على موقع Soccerbase.com (لاعب) (الإنجليزية)
- تايلور هنتر على موقع Soccerway.com (الإنجليزية)
- تايلور هنتر على موقع عالم كرة القدم.نت (الإنجليزية)
- تايلور هنتر على موقع AS.com (الإسبانية)